# Liste der Baudenkmale in Neuenkirchen (Land Hadeln)
In der Liste der Baudenkmale in Neuenkirchen (Land Hadeln) sind alle Baudenkmale der niedersächsischen Gemeinde Neuenkirchen (Land Hadeln) im Landkreis Cuxhaven aufgelistet. Die Quelle der Baudenkmale ist der Denkmalatlas Niedersachsen. Der Stand der Liste ist der 24. Dezember 2023.

## Allgemein
In den Spalten befinden sich folgende Informationen:
- Lage: die Adresse des Baudenkmales und die geographischen Koordinaten. Kartenansicht, um Koordinaten zu setzen. In der Kartenansicht sind Baudenkmale ohne Koordinaten mit einem roten Marker dargestellt und können in der Karte gesetzt werden. Baudenkmale ohne Bild sind mit einem blauen Marker gekennzeichnet, Baudenkmale mit Bild mit einem grünen Marker.
- Bezeichnung: Bezeichnung des Baudenkmales
- Beschreibung: die Beschreibung des Baudenkmales. Unter § 3 Abs. 2 NDSchG werden Einzeldenkmale und unter § 3 Abs. 3 NDSchG Gruppen baulicher Anlagen und deren Bestandteile ausgewiesen.
- ID: die Objekt-ID des Baudenkmales
- Bild: ein Bild des Baudenkmales, ggf. zusätzlich mit einem Link zu weiteren Fotos des Baudenkmals im Medienarchiv Wikimedia Commons. Wenn man auf das Kamerasymbol klickt, können Fotos zu Baudenkmalen aus dieser Liste hochgeladen werden:

## Neuenkirchen
| Lage                                                     | Bezeichnung | Beschreibung | ID       | Bild           |
| -------------------------------------------------------- | ----------- | --- | -------- | -------------- |
| An der Alten Medem 53° 46′ 37″ N, 8° 53′ 41″ O           | St. Marien  | Saalkirche aus Backstein über Feldsteinfundament und unter Satteldach in Hohlpfannendeckung, mit Westturm aus Backstein unter spitzem Knickhelm in Schieferdeckung, errichtet vermutlich Mitte 14. Jh. Eingezogener Chor aus Backstein unter Satteldach in Hohlpfannendeckung 1606 (i) angefügt. Aufgrund des verwendeten Gipsmörtels mussten die Außenwände von Turm (Ankersplinte von 1583?, 1793, 1831, 1884, 1991) und Langhaus (Ankersplinte von 1664, 1783, 1901) mehrfach ausgebessert und durch Strebepfeiler abgestützt werden, so dass das mittelalterliche Backsteinmauerwerk nur am Ostgiebel des Schiffes sichtbar ist. Mehrere historische Türen aus dem 17. bis 19. Jh. erhalten. Im Inneren Raumabschluss durch ornamental bemalte Balkendecke im Schiff von 1618, 1902 durch H. J. Herkenhoff nach alten Mustern neu gemalt. Längswände durch Blendnischen für Spitzbogenfenster gegliedert. Überleitung zwischen Schiff und Chor durch stumpfen Spitzbogen. Westempore mit durch Säulen gegliederte Brüstung und Gemälden von 1662. Das UG des Turmes ursprünglich gewölbt, 1689 durch die Einbringung von einigen Arrestzellen aus Holz verändert. Ausstattung z.T. noch mittelalterlich: Bronzetaufkessel 1. Hälfte 14. Jh., Glocke 1475 von Hermen Klinghe; Kreuzigungsgruppe Anfang 16. Jh.; Gemeindegestühl mit geschnitzten Wagen z.T. von 1598; Kanzel mit Schalldeckel 1620; mehrere Epitaphien und Gemälde u.a. aus dem 17. Jh.; Altar mit Gemälde etwa Mitte 19. Jh. Orgel 1685 von Chr. Donat, Leipzig, Ausbesserung und neuer Prospekt 1835 von Wilhelmi, Stade. | 31340102 | Weitere Bilder |
| Dorfstraße 38 53° 46′ 35″ N, 8° 53′ 38″ O                | Wohnhaus    | Fachwerkbau von 1805 (i) | 31340125 |                |
| Dorfstraße 38 53° 46′ 35″ N, 8° 53′ 36″ O                | Stall       | Backsteinbau mit hohem Drempel in Fachwerk vom Anfang 20. Jh. | 31340148 | BW             |
| Dorfstraße 69 53° 46′ 23″ N, 8° 53′ 48″ O                | Kate        | Traufständiger eingeschossiger Backsteinbau, unter Satteldach in Reetdeckung mit einem Dreiviertelwalm nach Süden. Erbaut Ende 18. Jh. | 31340210 |                |
| Kathusen 20 53° 47′ 1″ N, 8° 52′ 40″ O                   | Backhaus    | | 31340084 | BW             |
| (Pedingworth) Pedingworth 38 53° 45′ 57″ N, 8° 54′ 55″ O | Brücke      | Erbaut 1857. | 31340232 |                |